# Saltus duriusculus
Saltus duriusculus (twardy/nieprzyjemny skok) – muzyczna figura retoryczna wyrażająca treści negatywne, np. ból, śmierć, upadek, zdradę.
Jej konstrukcja polega na skoku o interwał dysonansowy, nierzadko tryton lub septymę. 